# Arthroleptis adelphus
Arthroleptis adelphus es una especie de anfibios que habita en Camerún, Guinea Ecuatorial, Gabón y, probablemente, también en República Centroafricana.